# Luis Enrique Camacho
Luis Enrique Camacho Pérez (Piura, Perú, 7 de marzo de 1949 - 2004) fue un futbolista peruano que se desempeñaba como delantero izquierdo, habilidoso y encarador.

## Trayectoria
Hizo las divisiones menores en el puesto de atacante en Atlético Grau, club de su ciudad natal Piura. Profesionalmente debutó en la primera rueda del torneo de 1969 contra Porvenir Miraflores. Fue confirmado como titular el año siguiente.
Después, fue comprado por Club Centro Deportivo Municipal, donde jugó desde 1971 a 1973, llegando a compartir vestuario con jugadores de la talla de Hugo Sotil, Ángel Clemente Rojas, Manuel Mellán, entre otros. Tuvo destacadas campañas de liga en los años 1972 y 1973 aportando con asistencias a Manuel Mellán y siendo un excelente revulsivo en el ataque.
Entre 1974 y 1977 jugó en el Sporting Cristal donde marcó 9 goles. En 1978 fue contratado por el Coronel Bolognesi donde tuvo una actuación fugaz. En 1979 y 1980 jugó en el Atlético Chalaco del Callao siendo subcampeón nacional en el año 1979. En 1981 y 1982 regresó al Club Centro Deportivo Municipal y posteriormente, fichó por el Unión Huaral, donde ahí se retiró.

## Clubes
| Club                            | País | Año         |
| ------------------------------- | ---- | ----------- |
| Club Atlético Grau              | Perú | 1969 - 1970 |
| Club Centro Deportivo Municipal | Perú | 1971 - 1973 |
| Club Sporting Cristal           | Perú | 1974 - 1977 |
| Coronel Bolognesi               | Perú | 1978        |
| Club Atlético Chalaco           | Perú | 1979 - 1980 |
| Club Centro Deportivo Municipal | Perú | 1981 - 1982 |
| Unión Huaral                    | Perú | 1983        |